# Jorge Arduh
Jorge Salomón Arduh (Las Junturas, 5 de enero de 1924 - Córdoba, 22 de mayo de 2023) fue un destacado músico, pianista, arreglador, compositor y director de orquesta de tango. Por su desempeño como pianista se lo conoce como El Fantasista del Teclado.

## Biografía
Jorge Salomón Arduh Flores nació en Las Junturas, provincia de Córdoba, el 5 de enero de 1924. Sus padres eran Salomón Arduh y Rosa Jure Francis, sirios de nacimiento, que se habían casado en la República de Siria y emigraron hacia tierras argentinas.
Estudió acordeón, batería y luego piano, en su pueblo natal. Debutó en la orquesta de su pueblo dirigida por Segundo Suárez, a los doce años de edad, ejecutando primero la batería, luego el acordeón y el piano; luego también actuó durante ocho meses en Villa María, provincia de Córdoba. En 1940 pasó a la ciudad de Córdoba, integrándose a la orquesta Los Caballeros de Martín Utrera, para pasar luego a la famosa agrupación de La Argentinidad, que dirigía Lorenzo Barbero.
Al trasladarse a Buenos Aires en noviembre de 1949, forma su propio conjunto, una orquesta típica, con la que actuaría ininterrumpidamente a lo largo de treinta años.
Jorge Arduh contrajo enlace matrimonial con Emma Sofía Saidis el 26 de abril de 1952, teniendo de esta unión tres hijos: Jorge, Orlando y Carolina.
Como continuaba sus estudios musicales, obtuvo con la máxima calificación el título en piano y armonía del Conservatorio Provincial de Música de ciudad de Córdoba en 1966, y después completó estudios de nivel superior en la Escuela de Artes de la Universidad Nacional de Córdoba.
El músico falleció el 22 de mayo de 2023 a los 99 años. Su hijo, el legislador Orlando Arduh confirmó la noticia. Relató que “se descompensó”, lo llevaron a una clínica y llegó el fatal desenlace.

## Integrantes de su orquesta

### Primeros Bandoneones
Danilo Rivero, Charito, Domingo Scapolatempo, Pedro Martos, Wenceslao Cerini, Mario Castañares, Heriberto Olguín, Osvaldo Giaimo.

### Bandoneones de Línea
Ramón Quevedo,Octavio Passarelli, Miguel Amud, Ángel Fox, Luis Peralta, Horacio Britos, Jorge Casil, Ángel Febre, Héctor Arcos, Eduardo Luc, Miguel Ángel Re, Hernando Castro, Carburito Núñez, Hernando Castro, Virgilio Matías,  Wenceslao Cerini, Rubén Vanzetti, Carlos Torres, Pedro Garbero, Rossy y Vitale, Cholo Montironi, Raúl Lezcano, Samuel Liss, Alfredo Marcussi, Carlos Nieto, Osvaldo Giaimo, Humberto "Finito" González, Marcos Aurelio Quirós Ochoa, Pedro Quiñones. 

### Primeros Violines estables
Manuel Pérez, R. Fábrega, Tolstoy Gimbati, Aurelio Quevedo, Daniel Perego, Yamil Isa, Antonio Agri, Francisco Bucci, José Media, César Corrado.

### Violines de fila
Jorge Miguel Yorsz, Alfredo Pitaro, Raúl Lleli, Próspero Taormina, Hugo Terragni, Antonio Peletier, Ch. Mitermayar, Armando Zapata, César Corrado, Aurelio Quevedo, Luis Raimondi, Alfredo Pavón, Fidel Mora, Edgardo Vega, Marcos Palacio, Fernando Piñeiro, Carlos Laurenz, José García, Zito Klosman, Miguel Aristhes, Marcelo Subella, Germán Ojeda, Marcos Depetris.

### Primeros Violines en ocasiones especiales
Elvino Vardaro, Enrique Mario Francini, Roberto Guisado, Aquiles Roggero, Mario Abramovich, Osvaldo Rodríguez, Fernando Suárez Paz, Antonio Agri.

### Contrabajistas estables de la orquesta
Toribio Flores, Arturo Lugones, Ricardo Guida, Manuel Castello, José Ortega, Bocha Navarro, Arnold Tissera, Américo Ávila, Edelmiro Strumia, Pablo Olmedo, Gustavo Lorenzatti, Carlos Olmedo, Javier Murua, Ricardo Brozzo, Pablo Gatto, Roque Casaniti, Rafael del Bagno, Enrique Marcheta, R. Diani, Cristian Esquivel, Nelso Samuel Contardi.

### Contrabajistas en ocasiones especiales
Omar Murtagh, Kicho Díaz.

### Chelo
Miguel Ángel Navarro, Gerardo Della Barca, Ricardo Guida (hijo), H. Dolinsky, María Eugenia Menta, José Luis Bragatto, R. Vidaurre, J. Nulz.

### Viola
Ángel O. Blanco, R. Guida, Gustavo Raspo, E. Le Pagge, Henry Ballestero, Alfredo Terres, Adriano Fanelli.

### Pianista
Jorge Arduh, y como sustitutos alternativos: Humberto Catana, Luis Peralta, Orlando Ariaudo.

### Cantores
Carlos Ayala, Osvaldo Torres, Héctor Casas, Alfredo Casals, Alberto Ortiz, Héctor Morea, Mario Cané, Ángel Cárdenas, Carlos Barbé, Dorita Alaniz, María Esther Casas, Ricardo Morel, Alfredo Belussi, Roberto Grandi, Jorge Montes, Eduardo Franco, Alberto del Valle, Raúl Ludueña, Yayo Sosa, Alberto Morel, Daniela Sosa, Luis Román, Hugo Serna, Carlos Soler, Marcelo Santos, Javier Di Ciriaco, Jorge Cabana, Carlos La Fuente, Gladys Liotto, Ricardo Maciel ,Roberto Simons, Martín Ferreyra, Daniel Corro, Fredy Tittif.

### Cantores que fueron acompañados por la orquesta
Alberto Castillo, Floreal Ruiz, Roberto Rufino, Alberto Marino, Carlos Roldán, Alberto Cortez, Fernando Díaz, María Garay, Francisco Llanos, Carlos Rivera, Daniel Bouchet, Cholo Aguirre. De Córdoba, entre otros: Arsenio Luque, Gustavo Visentín, Dante Garello, René Varela, Oscar Luna, Rogelio Insaurralde, Alberto Neira.

### Bailarines y parejas de baile
Fueron numerosos los bailarines que actuaron con la orquesta, entre ellos: Los Pintas, Gloria y Eduardo, Alejandra Sabena y Diego Escobar, Mario y Andrea, Alejandro Barrientos, Gaspar Godoy, y otros.

## Actuaciones y giras por el interior y exterior del país
Jorge Arduh y su orquesta típica de tango actuaron en Radio El Mundo (especialmente en Glostora Tango Club) y Radio Splendid; en los principales estudios de televisión, y en locales como Marabú, Richmond Esmeralda, Salón La Argentina, Teatro Presidente Alvear, Parque Retiro (Buenos Aires), Redes Cordobesas, Teatro del Libertador General San Martín (Córdoba), y muchos otros.
Por el interior han recorrido miles y miles de kilómetros, abarcando casi todas las provincias argentinas, aunque con mayor frecuencia por el norte argentino y el interior cordobés. El maestro Jorge Arduh  actuó en innumerables bailes organizados por el Club Olimpia Oriental de Rosario de Lerma, provincia de Salta y fue gran amigo de su fundador don José Pascual Tanús.

Han realizado giras por Japón en 1990, 1992 y 1994. Por Estados Unidos en 1991 y 1995. Por Europa en 1995 y 1999. Por Panamá en 1996. También han grabado en Venezuela, Costa Rica, Colombia, Puerto Rico y España.

## Sellos Discográficos
La orquesta de Jorge Arduh realizó grabaciones en los sellos discográficos: Odeón, TK, Discofonía, CBS Columbia, RCA Víctor y Ecco Sound, con reproducciones en Italia, España, Costa Rica, Puerto Rico, Colombia y Venezuela.

## Presentación en festivales
Ha participado repetidamente en el Festival Nacional del Tango de La Falda, distinguido siempre con el eslogan de El fantasista del teclado. También en el Festival Nacional de Folclore de Cosquín; en el Festival Nacional e Internacional de la Doma y Folclore de Jesús María; en Festirama de Río Ceballos; Festival del Olivo de Cruz del Eje; Fiesta Piamontesa de Luque; Festival Artístico de Villa Carlos Paz; Festival del Pollo de Santa María de Punilla; Festival Provincial de Saldán; Festival del Canto Argentino, Córdoba, y otros.

## Premios, distinciones y galardones
- 1964 – Plaqueta especial Glostora Tango Club.
- 1989 - La Municipalidad de Las Junturas, provincia de Córdoba, lo declara Hijo Ilustre al Maestro Jorge Arduh, nacido en la localidad, considerándolo un notable exponente del Tango Argentino.
- 1991 – Distinguido Visitante de La Florida (EE. UU.).
- 1995 – Ciudadano Ilustre de la ciudad de Córdoba.
- 1995 – Celebración de los 45 años de la orquesta, organizada por la Comisión Nacional de Homenaje presidida por el historiador Efraín U. Bischoff, y con la coordinación del escritor Dardo A. Tissera, en la Sala Mayor del Teatro del Libertador Gral. San Martín (ciudad de Córdoba).
- 1995 – Premio Ugarit, del Club Sirio de Buenos Aires.
- 1995 – Premio Bamba (provincia de Córdoba).
- 1996 – Premio S.A.D.A.I.C. Nacional “Francisco Canaro”.
- 1996 – Presidente Honorario Rotary Club.
- 1999 – Libro del periodista Emilio Azzarini, titulado Jorge Arduh: el fantasista del teclado. En las bodas de oro de su orquesta (1949-1999), presentado por Dardo A. Tissera en el foyer del Teatro Libertador San Martín (Córdoba).
- 1999 – Festejo de las Bodas de Oro de la orquesta de Jorge Arduh, organizado por la Comisión Nacional de Homenaje presidida por el escritor Dardo A. Tissera, en la Sala Mayor del Teatro del Libertador Gral. San Martín (Córdoba).
- 1999 – Conferencia sobre la historia de la orquesta de Jorge Arduh, organizada por la Academia Nacional del Tango (Buenos Aires).
- 2001 – Premio Municipal Jerónimo Luis de Cabrera (Córdoba).
- 2005 – Ciudadano Notable Argentino, conferido por el Congreso Nacional (Buenos Aires).
- 2005 – Homenaje a la Orquesta de Jorge Arduh, al cumplir 55 años de labor, en el Teatro Libertador San Martín (Córdoba).
- 2009 – Despedida de los escenarios de Jorge Arduh, en dos memorables galas de octubre en el Teatro del Libertador Gral. San Martín de Córdoba, tocando por su invitación junto con él, el mejor bandoneonista de Río Tercero, Miguel Albri, quien popularmente es conocido con el apodo de  "Salamín". La calurosa despedida habló de la admiración y el cariño que el público sentía y siente por ese músico de 85 años, dueño de una impecable y larga trayectoria de seis décadas.
- 2013 – El Hijo Pródigo de Las Junturas, Jorge Arduh (El Fantasista del Teclado), de una extensa trayectoria a nivel nacional e internacional, recibió una distinción de parte de las autoridades.

## Como compositor
Compuso los siguientes temas, en algunos casos compartidos:
Mi piano amigo; Voy a cantarte; Que pueden saber; Estrellita de mi pago; El cometa; Eudogwa Tango; Juventud del 40; Juventud del 2000; Un pueblo feliz; El candombe cordobés; Emma y Carolina; Jorgito mío; Los Pinta; Si tú me diera tu amor; Norte querido; Escalas en Japón; Paz y cariño; La golpeadita; Mi negro lindo; Tango árabe; Amor y fantasía; Un camino nuevo para mí; Noches de Triana; Sentimiento cordobés; Deja de mentir; Quisiera llorar; Soy provinciano; Vals del corazón; Ensueño tanguero; Noche de amor y melodía; Fuerza tanguera; Milonguero y punto; y otras.

## Orquesta Típica de Córdoba
Durante el Mundial de Fútbol de 1978, siendo la ciudad de Córdoba una de las subsedes de Argentina, a los 28 músicos de su orquesta —la más numerosa del país— se sumaron ejecutantes de la Camerata Bariloche y cuatro cantores para constituir bajo su dirección la Orquesta Típica de la Ciudad de Córdoba.